# Borsod-Abaúj-Zemplén vármegyei 2. sz. országgyűlési egyéni választókerület
A Borsod-Abaúj-Zemplén vármegyei 2. sz. országgyűlési egyéni választókerület egyike annak a 106 választókerületnek, amelyre a 2011. évi CCIII. törvény Magyarország területét felosztja, és amelyben a választópolgárok egy-egy országgyűlési képviselőt választhatnak. A választókerület nevének szabványos rövidítése: Borsod-Abaúj-Zemplén 02. OEVK. Székhelye: Miskolc

## Területe
A választókerület az alábbi településeket foglalja magába:
1. Miskolc választókerülethez tartozó területének határvonala: A 26-os országút és folytatásában a Szentpéteri kapu középvonala a városhatáron való belépési ponttól az Arany János tér keleti oldalán haladva a Szeles utcáig, a Szeles utca középvonala a Szentpáli utcáig, a Szentpáli utca középvonala a Nagy Imre utcáig, a Nagy Imre utca középvonala a Kazinczy utcáig, a Kazinczy, majd a Szemere utca középvonala az Arany János utcáig, az Arany János utca középvonala a Szinva patakig, a Szinva patak a Corvin utcáig, a Corvin utca középvonala a Görgey Artúr utcáig, a Görgey Artúr utca középvonala a Mindszent térig, a Mindszent tértől a Papszer középvonala a Mélyvölgy utcáig, a Mélyvölgy utca középvonala és folytatásában a Csáti sor középvonala a Petőfi sorig, a Petőfi sor középvonala a Horvát tetőig, a Horvát tető középvonala és folytatásában a Mendikás dűlő középvonala a Ruzsinszőlő utcáig, a Ruzsinszőlő utca középvonala a Csermőkei útig, a Csermőkei út középvonala a Miskolctapolcai útig, a Miskolctapolcai út középvonala a Benedekalja utcáig, a Benedekalja és folytatásában a Dr. Kalocsai Kálmán utca középvonala a Dohány utcai drótkötélpályáig, a drótkötélpálya a fordulóig, a fordulótól a drótkötélpálya addigi nyomvonalának délnyugati irányú elméleti meghosszabbítása a városhatárig, a városhatár vonala az óramutató járásával megegyező irányban a kiindulási pontig.
2. Parasznya
3. Radostyán
4. Sajóbábony
5. Sajólászlófalva
6. Varbó

## Országgyűlési képviselője
| Név              | Párt | Párt        | Terminus    | Megjegyzés                                   |
| ---------------- | ---- | ----------- | ----------- | -------------------------------------------- |
| Dr. Varga László |      | MSZP        | 2014 – 2018 | A 2014-es országgyűlési választás eredménye: |
| Hubay György     |      | Fidesz-KDNP | 2018 – 2022 | A 2018-as országgyűlési választás eredménye: |
| Dr. Kiss János   |      | Fidesz-KDNP | 2022 –      | A 2022-es országgyűlési választás eredménye: |

## Demográfiai profilja
| Iskolai végzettség                | Iskolai végzettség               | Iskolai végzettség | Iskolai végzettség | Iskolai végzettség |
| --------------------------------- | -------------------------------- | ------------------ | ------------------ | ------------------ |
|                                   |                                  |                    |                    | fő                 |
| Általános iskolát nem végezte el  | Általános iskolát nem végezte el |                    | 1235               | 1235               |
| Általános iskola                  | Általános iskola                 |                    | 10308              | 10308              |
| Szakmunkás                        | Szakmunkás                       |                    | 11974              | 11974              |
| Érettségi                         | Érettségi                        |                    | 29273              | 29273              |
| Diploma                           | Diploma                          |                    | 19433              | 19433              |
| A 2022. évi népszámlálás szerint. |                                  |                    |                    |                    |

A Borsod-Abaúj-Zemplén vármegyei 2. sz. választókerület lakónépessége 2022. október 1-jén 86 340 fő volt. A 2011-es és a 2022-es népszámlálás között 12 353 fővel csökkent a választókerület lakosság száma. A választókerületben a korösszetétel alapján a legtöbben a középkorúak élnek 31 169 fővel, míg a legkevesebben a gyermekek 14 117 fővel. A választókerület lakosságának a 85,4%-nál van internet elérési lehetőség.
A legmagasabb befejezett iskolai végzettség szerint az érettségi végzettséggel rendelkezők élnek a legtöbben 29 273 fő, utánuk a következő nagy csoport a diplomások 19 433 fővel.
Gazdasági aktivitás szerint a lakosság közel fele foglalkoztatott 41 021 fő, második legjelentősebb csoport az inaktív keresők, akik főleg nyugdíjasok 21 415 fővel.
A választókerület legjelentősebb nemzetiségi csoportja a cigány 1222 fő, illetve a német 373 fő. Magyar állampolgársággal nem rendelkező külföldi állampolgárok aránya 0,9%.
Vallási összetétel szerint a választókerületben lakók legnagyobb vallása a római katolikus (16 825 fő), valamint jelentős közösség még a reformátusok (10 814 fő). A vallási közösséghez nem tartozók száma szintén jelentős (8518 fő), a választókerületben a harmadik legnagyobb csoport a római katolikusok és a reformátusok után.

## Országgyűlési választások
| Párt                             |                        | Jelölt                 | Szavazatok | %     | ± %   |
| -------------------------------- | ---------------------- | ---------------------- | ---------- | ----- | ----- |
| Fidesz-KDNP                      |                        | Kiss János             | 20 602     | 43,85 | 5,79  |
| Egységben Magyarországért        |                        | Varga László           | 20 110     | 42,80 | 16,67 |
| Mi Hazánk                        |                        | Pakusza Zoltán         | 3977       | 8,46  | Új    |
| MKKP                             |                        | Kiss Gábor             | 1278       | 2,72  | Új    |
| Normális Párt                    |                        | Szekeres Anita         | 551        | 1,17  | Új    |
| MEMO                             |                        | Simkó István Tamás     | 309        | 0,66  | Új    |
| Munkáspárt-ISZOMM                |                        | Fülöp József Istvánné  | 157        | 0,33  | 0,04  |
| Megjelent                        | Megjelent              | Megjelent              | 47 536     | 66,67 | 2,45  |
| Választópolgárok száma           | Választópolgárok száma | Választópolgárok száma | 71 302     | 100   | 4,50  |
| A Fidesz-KDNP tartja a körzetet. |                        |                        |            |       |       |

| Párt                                                    | Párt                   | Jelölt                 | Szavazatok | %     | ± %  |
| ------------------------------------------------------- | ---------------------- | ---------------------- | ---------- | ----- | ---- |
|                                                         | Fidesz-KDNP            | Hubay György           | 19 434     | 38,06 | 7,17 |
|                                                         | MSZP-Párbeszéd         | Dr. Varga László       | 15 274     | 29,91 | 1,48 |
|                                                         | Jobbik                 | Pakusza Zoltán         | 14 427     | 28,25 | 2,35 |
|                                                         | Momentum               | Dudás Norbert          | 667        | 1,31  | Új   |
|                                                         | Munkáspárt             | Fülöp József Istvánné  | 189        | 0,37  | 0,33 |
|                                                         | Egyéb pártok           |                        | 1076       | 2,11  | 0,76 |
| Megjelent                                               | Megjelent              | Megjelent              | 51 606     | 69,12 | 7,2  |
| Választópolgárok száma                                  | Választópolgárok száma | Választópolgárok száma | 74 661     | 100   | 3,04 |
| A Fidesz-KDNP elnyeri a körzetet az MSZP-Párbeszéd-től. |                        |                        |            |       |      |

| Párt                                | Párt                   | Jelölt                 | Szavazatok | %     |
| ----------------------------------- | ---------------------- | ---------------------- | ---------- | ----- |
|                                     | Összefogás             | Dr. Varga László       | 14 798     | 31,39 |
|                                     | Fidesz-KDNP            | Sebestyén László       | 14 560     | 30,89 |
|                                     | Jobbik                 | Pakusza Zoltán         | 14 425     | 30,6  |
|                                     | LMP                    | Mile Lajos             | 1555       | 3,3   |
|                                     | Munkáspárt             | Fülöp József Istvánné  | 329        | 0,7   |
|                                     | Szociáldemokraták      | Vékony Mária           | 120        | 0,25  |
|                                     | Egyéb pártok           |                        | 1353       | 2,87  |
| Megjelent                           | Megjelent              | Megjelent              | 47 638     | 61,92 |
| Választópolgárok száma              | Választópolgárok száma | Választópolgárok száma | 76 940     | 100   |
| Az Összefogás nyeri meg a körzetet. |                        |                        |            |       |

## Ellenzéki előválasztás – 2021
| Frakció                            |                 | Jelölő szervezetek             | Jelölt          | Szavazatok | %     |
| ---------------------------------- | --------------- | ------------------------------ | --------------- | ---------- | ----- |
| MSZP                               |                 | MSZP, Párbeszéd, Momentum, LMP | Varga László    | 4089       | 53,89 |
| DK                                 |                 | DK, Jobbik, Liberálisok, MMM   | Hegedűs Andrea  | 3498       | 46,11 |
| Összes szavazat                    | Összes szavazat | Összes szavazat                | Összes szavazat | 7587       |       |
| Varga László nyeri meg a körzetet. |                 |                                |                 |            |       |